# Kang Min-kyung
Kang Min-kyung (hangul: 강민경; hanja: 姜珉耿; rr: Gang Min-gyeong; MR: Kang Min-gyŏng; nascida em 3 de agosto de 1990), mais frequentemente creditada apenas como Minkyung (hangul: 민경), é uma cantora e atriz sul-coreana. Ficou popularmente conhecida por ser integrante da dupla musical Davichi, formado pela MBK Entertainment em 2008.

## Biografia
Minkyung nasceu no dia 3 de agosto de 1990 em Goyang, Coreia do Sul. Ela se graduou na Universidade Kyung Hee em 2010.

## Carreira

### Davichi
Davichi lançou seu primeiro álbum de estúdio intitulado Amaranth, em 4 de fevereiro de 2008. A faixa promocional I Hate You, I Love You ganhou o Prêmio Novato do Mês em fevereiro do Cyworld Digital Music Awards. A dupla posteriormente promoveu a faixa Sad Promise do álbum.

### Atividades individuais
Em dezembro de 2010, Minkyung lançou um single colaborativo com Son Dong-woon, integrante do grupo Highlight, intitulado Udon. Foi confirmado que a canção não era promocional, portanto não seria exibida em redes de transmissão. Na atuação, Minkyung apareceu em diversos dramas coreanos, incluindo Smile Mom (2010), Vampire Idol (2011), Haeundae Lovers (2012) e Best Lovers (2015). Em 2011, ela se tornou concorrente no programa de variedades da KBS Immortal Songs 2.

## Discografia

### Artista solo
| Ano  | Nome                                         | Artista                                | Notas                                    |
| ---- | -------------------------------------------- | -------------------------------------- | ---------------------------------------- |
| 2008 | Happy Together                               | Park Ji-heon e Kang Min-kyung          | Single                                   |
| 2009 | If You Pretend (척하면)                      | Kim Jong-wook featuring Kang Min-kyung | Faixa do extended play One Fine Day      |
| 2009 | Just Like the First Time (처음처럼 그때처럼) | Lee Seung-gi featuring Kang Min-kyung  | Faixa do álbum de estúdio Shadow         |
| 2010 | Beggin U                                     | EZ Life featuring Kang Min-kyung       | Single                                   |
| 2010 | Udon (우동)                                  | Kang Min-kyung and Son Dong-woon       | Single                                   |
| 2011 | Tonight (오늘밤)                             | Jay Park featuring Kang Min-kyung      | Faixa extended play Take a Deeper Look   |
| 2012 | Farewell Is Coming (이별이 온다)             | Kang Min-kyung                         | Faixa do Haeundae Lovers OST             |
| 2013 | Sad Promise / (That's My Fault) (슬픈약속)   | SPEED featuring Kang Min-kyung         | Faixa do álbum de estúdio Superior Speed |
| 2014 | Haeundae (해운대)                            | Vibe featuring Kang Min-kyung          | Faixa do álbum de estúdio Ritarando      |

## Filmografia

### Dramas
| Ano  | Título            | Papel          | Emissora |
| ---- | ----------------- | -------------- | -------- |
| 2010 | Smile, Mom        | Shin Dal-rae   | SBS      |
| 2011 | Vampire Idol      | Kang Min-kyung | MBN      |
| 2012 | Lover of Haeundae | Hwang Joo-hee  | KBS2     |
| 2015 | The Dearest Lady  | Han Ah-reum    | MBC      |

### Programas de variedades
| Ano  | Título                  | Emissora | Notas                                          |
| ---- | ----------------------- | -------- | ---------------------------------------------- |
| 2011 | Immortal Songs 2        | KBS2     | Concorrente                                    |
| 2012 | Imagination Love Battle | JTBC     | —                                              |
| 2015 | Dating Alone            | JTBC     | Amor virtual, episódios 5 e 6 com Zhang Yuan   |
| 2016 | Duet Song Festival      | MBC      | Concorrente com Kim Min-ho (Episódios 29 e 30) |

### Teatro musical
| Ano  | Título                 | Papel | Referências |
| ---- | ---------------------- | ----- | ----------- |
| 2012 | Roly-Poly of Our Youth | —     | [ 11 ]      |